# Doris Söderström
Doris Elisabet Söderström, född 12 juli 1924 i Brännkyrka, död 29 januari 1976 i Hägersten, var en svensk skådespelare.

## Filmografi
- 1945 – Gomorron Bill!
- 1949 – Gatan
- 1950 – Två trappor över gården

## Teaterroller
| År   | Roll  | Produktion                          | Regi           | Teater                     |
| ---- | ----- | ----------------------------------- | -------------- | -------------------------- |
| 1939 | Nisse | Lycko-Pers resa August Strindberg   | Ingmar Bergman | Mäster Olofsgårdens teater |
| 1947 |       | Det var en gång... Holger Drachmann | Åke Ohberg     | Skansens friluftsteater    |